# Барон Колгрейн
Барон Колгрейн из Эверлендса в графстве Кент — наследственный титул в системе Пэрства Соединённого королевства. Он был создан 28 января 1946 года для шотландского банкира Колина Фредерика Кэмпбелла (1866—1954). Он был президентом Британской ассоциации банкиров с 1938 по 1946 год. 
По состоянию на 2024 год носителем титула являлся его правнук, Алистер Колин Леки Кэмпбелл, 4-й барон Колгрейн (род. 1951), который стал преемником своего отца в 2008 году. Он известен как лорд Колгрейн.

## Бароны Колгрейн (1946)
- 1946—1954: Колин Фредерик Кэмпбелл, 1-й барон Колгрейн (13 июня 1866 — 3 ноября 1954), сын Джорджа Уильяма Кэмпбелла (1826—1896)[1];
- 1654—1973: Дональд Свинтон Кэмпбелл, 2-й барон Колгрейн (6 ноября 1891 — 20 октября 1973), старший сын предыдущего[2];
- 1973—2008: Дэвид Колин Кэмпбелл, 3-й барон Колгрейн (24 апреля 1920 — 7 февраля 2008), старший сын предыдущего[3];
- 2008 — настоящее время: Алистер Колин Леки Кэмпбелл, 4-й барон Колгрейн (род. 16 сентября 1951), единственный сын предыдущего[4];
  - Наследник титула: достопочтенный Томас Колин Дональд Кэмпбелл (род. 9 февраля 1984), старший сын предыдущего[5].